# Gabi Riera
Gabriel Riera Lancha (Andorra la Vieja, Andorra, 5 de junio de 1985) es un futbolista andorrano. Se desempeña en posición de delantero y actualmente juega en el Engordany, que milita en la Primera División de Andorra.

## Clubes
| Club               | País    | Temporada       |
| ------------------ | ------- | --------------- |
| FC Andorra         | Andorra | 2004            |
| FC Rànger's        | Andorra | 2005-06         |
| Cádiz B            | España  | 2006-07         |
| Gimnástico Alcázar | España  | 2007-08         |
| Principat          | Andorra | 2008-09         |
| Sant Julià         | Andorra | 2009-12         |
| UE Santa Coloma    | Andorra | 2012-14         |
| FC Santa Coloma    | Andorra | 2014-2019       |
| Engordany          | Andorra | 2019-actualidad |

## Palmarés

### Campeonatos nacionales
| Competición                     | Equipo          | País    | Año                    |
| ------------------------------- | --------------- | ------- | ---------------------- |
| Primera División de Andorra     | FC Rànger's     | Andorra | 2006                   |
| Primera División de Andorra (4) | FC Santa Coloma | Andorra | 2015, 2016, 2017, 2018 |
| Copa Constitució (2)            | UE Sant Julià   | Andorra | 2010, 2011             |
| Copa Constitució                | UE Santa Coloma | Andorra | 2013                   |

### Distinciones individuales
| Distinción                                            | Año  |
| ----------------------------------------------------- | ---- |
| Goleador de la Primera División de Andorra (19 goles) | 2010 |

## Selección nacional
Fue internacional con la Selección de Andorra en 40 ocasiones anotando 1 gol.

### Goles como internacional
Actualizado el 4 de septiembre de 2020.
| #  | Fecha              | Local                                    | Oponente        | Gol | Resultado | Competición                                                  |
| -- | ------------------ | ---------------------------------------- | --------------- | --- | --------- | ------------------------------------------------------------ |
| 1. | 4 de junio de 2005 | Stadion u Nisy, Liberec, República Checa | República Checa | 1   | 8-1       | Clasificación de UEFA para la Copa Mundial de Fútbol de 2006 |